# Mercin-et-Vaux
Mercin-et-Vaux är en kommun i departementet Aisne i regionen Hauts-de-France i norra Frankrike. Kommunen ligger  i kantonen Soissons-Sud som ligger i arrondissementet Soissons. År 2022 hade Mercin-et-Vaux 945 invånare.

## Befolkningsutveckling
Antalet invånare i kommunen Mercin-et-Vaux
Referens: INSEE